# Dub Buk
Dub Buk — український фолк-національний метал бенд створений в Харкові у 1997 році. Неодноразовий учасник «Коловороту». Діяв до вересня 2015-го, відколи на фестивалі «Повстанець» було оголошено про припинення діяльності колективу. Наступним проектом став Burshtyn, дебютний альбом котрого, «Прах Відчайдухів», з'явився в листопаді 2016-го.
Окрім того, вокаліст колективу І.З.В.Е.Р.Г. працював над сайдом «Ungern» концептуально пов'язаному з однойменним генералом.

## Склад гурту
- І.З.В.Е.Р.Г. — бас, вокал
- Істукан — гітара
- Всесвіт — ударні
- Квітуча Княжна — клавішні

### Колишні учасники
- Інгвар — гітара, вокал
- Sataroth — вокал на «Іду на ви!»

## Дискографія

### Повноформатні альбоми
- Іду на ви! (2003)
- Русь понад усе! (2004)
- Мертві сорому не ймуть (2010)
- Цвях (2014)

### Міні-альбоми
- Under the Solar Sign (2002)

### Демо
- Місяць помсти (1998)
- Засинає та у ві сні помирає (1999)

### Збірники
- Місяць помсти (1999)